# Pardosa lombokibia
Pardosa lombokibia är en spindelart som först beskrevs av Embrik Strand 1915.  Pardosa lombokibia ingår i släktet Pardosa och familjen vargspindlar. Inga underarter finns listade i Catalogue of Life.